# South St. Paul (Minnesota)
South St. Paul es una ciudad ubicada en el condado de Dakota en el estado estadounidense de Minnesota. En el Censo de 2010 tenía una población de 20160 habitantes y una densidad poblacional de 1.268,76 personas por km².

## Geografía
South St. Paul se encuentra ubicada en las coordenadas 44°53′17″N 93°2′26″O / 44.88806, -93.04056. Según la Oficina del Censo de los Estados Unidos, South St. Paul tiene una superficie total de 15.89 km², de la cual 14.63 km² corresponden a tierra firme y (7.95%) 1.26 km² es agua.

## Demografía
Según el censo de 2010, había 20160 personas residiendo en South St. Paul. La densidad de población era de 1.268,76 hab./km². De los 20160 habitantes, South St. Paul estaba compuesto por el 85.27% blancos, el 3.91% eran afroamericanos, el 0.75% eran amerindios, el 1.23% eran asiáticos, el 0.08% eran isleños del Pacífico, el 5.38% eran de otras razas y el 3.37% pertenecían a dos o más razas. Del total de la población el 12.19% eran hispanos o latinos de cualquier raza.